# إنريكي رويز
إنريكي رويز (بالإسبانية: Enrique Ruiz)‏ (30 يناير 1967 في إسبانيا - ) هو لاعب كرة سلة إسباني في مركز الهجوم خلفي.

## وصلات خارجية
- إنريكي رويز على موقع بروبوليرز (الإنجليزية)